# Канадська футбольна ліга
Кана́дська футбо́льна лі́га (КФЛ) (англ. Canadian Football League(CFL)) — професіональна Канадська футбольна ліга Північної Америки, що об'єднує команди Канади, які грають у канадський футбол.
Лігу засновано в 1958 році. Станом на 2007 рік вона включає вісім команд, розділених на два дивізіони.
Змагання КФЛ відбуваються протягом регулярного сезону: з Дня Канади (перше липня) до початку листопада; завершуються розіграшем трофею — Кубка Ґрея.

## Команди
| Дивізіон          | Команда                | Місто                         | Кольори                   | Стадіон                          | Рік Заснування |
| ----------------- | ---------------------- | ----------------------------- | ------------------------- | -------------------------------- | -------------- |
| Східний Дивізіон  | Гемілтон Тайґеркетс    | Гамільтон, Онтаріо            | Чорно-золотий             | Стадіон ім. Айвора Вінна         | 1950           |
| Східний Дивізіон  | Алуетт-де-Монреаль     | Монреаль, Квебек              | Червоно-срібно-синій      | Стадіон ім. Персівала Молсона    | 1946           |
| Східний Дивізіон  | Торонто Аргонавтс      | Торонто, Онтаріо              | Блакитно-синій            | Роджерс-центр                    | 1873           |
| Східний Дивізіон  | Вінніпег Блу-Бомберс   | Вінніпеґ, Манітоба            | Синьо-золотий             | Стадіон «Канад-Інн»              | 1930           |
| Західний Дивізіон | Бритіш-Коламбіа Лайонз | Ванкувер, Британська Колумбія | Помарачево-чорний         | Стадіон «Бі-Сі-Плейс»            | 1954           |
| Західний Дивізіон | Калгарі Стампідерс     | Калгарі, Альберта             | Червоно-біло-чорний       | Стадіон «МакМахон»               | 1935           |
| Західний Дивізіон | Едмонтон Ескімос       | Едмонтон, Альберта            | Зелено-золотий            | Стадіон «Коммонвелт»             | 1949           |
| Західний Дивізіон | Саскачеван Рафрайдерс  | Ріджайна, Саскачеван          | Зелено-біло-чорно-срібний | Стадіон «Мозаіка» на Тейлор-філд | 1910           |